# Sella di Godovici
La Sella di Godovici è un valico della Slovenia. Deve la sua importanza al fatto che, secondo Suddivisione Orografica Internazionale Unificata del Sistema Alpino (SOIUSA), separa le Prealpi Slovene dalle Alpi Dinariche e quindi si trova alla fine del sistema alpino.

## Geografia
Secondo la Suddivisione Orografica Internazionale Unificata del Sistema Alpino (SOIUSA), come la Bocchetta di Altare è, convenzionalmente, l'inizio delle Alpi, così la Sella di Godovici ne è la fine. Secondo la Partizione delle Alpi e la suddivisione didattica tradizionale usata in Italia, la fine delle Alpi è individuata invece presso il Passo di Vrata, nei pressi di Fiume.